# Tao Qian
Tao Qian, även känd som Tao Yuanming, stilnamn Yuanliang (元亮), var en kinesisk poet som levde mellan 365 och 427 under den östra Jìn-dynastin.
Tao föddes i byn Chaisang (柴桑) som ligger sydväst om dagens Jiujiang. I närheten av byn kunde man skåda berget Lushan och Poyangsjön. Hans familj var fattig men välutbildad, vilket gjorde det möjligt för Tao att studera noveller och klassisk konfuciansk litteratur. 
Tao började år 392 jobba som lokal ämbetsman och höll olika officiella positioner fram till år 406 då han avgick från sin post som häradshövding i Pengze härad, nära Jiujiang. Tao vantrivdes med all korruption och drog sig tillbaka till sin gård där han levde resten av sitt liv med sin familj. Han tillbringade sin tid med jordbruk, poesi och vin. Hans poesi berör främst naturen och livet ur en bondes ögon, men tar även upp politiska och filosofiska frågor på ett mycket enkelt och jordnära sätt. Han sägs ha skrivit sin poesi med ett klart sinne vilket tillåtit honom att förmedla sann poesi.
Hans kanske mest inflytelserika verk är den korta Berättelsen om Persikoblomskällan i vilken Tao ger sin version av ett jordiskt paradis. Den, liksom hans korta självbiografiska Biografi över herr Fempilsträd, finns översatt till svenska. Han är också känd för sin prosadikt Hem vill jag fara, som skrevs när Tao arbetade som ämbetsman i Pengze.